# Phaea juanitae
Phaea juanitae es una especie de escarabajo longicornio del género Phaea, tribu Tetraopini, subfamilia Lamiinae. Fue descrita científicamente por Chemsak & Linsley en 1988.

## Descripción
Mide 6-11,5 milímetros de longitud.

## Distribución
Se distribuye por México.